# Liste des architectes du château de Versailles
Cette page répertorie les architectes du château de Versailles du XVIIe siècle à aujourd'hui et leur période d'activité.
| Période d'activité | Premier architecte ou architecte en chef | Règne ou régime politique          |
| ------------------ | ---------------------------------------- | ---------------------------------- |
| 1631-1634          | Philibert Le Roy                         | Louis XIII (1610-1643)             |
| 1654-1670          | Louis Le Vau                             | Louis XIV (1643-1715)              |
| 1670-1679          | François II d'Orbay                      |                                    |
| 1679-1708          | Jules Hardouin-Mansart                   |                                    |
| 1708-1715          | Robert de Cotte                          |                                    |
| 1715-1735          | Robert de Cotte                          | Louis XV (1715-1774)               |
| 1735-1742          | Jacques Gabriel                          |                                    |
| 1742-1774          | Ange-Jacques Gabriel                     |                                    |
| 1774-1775          | Ange-Jacques Gabriel                     | Louis XVI (1774-1792)              |
| 1775-1792          | Richard Mique                            |                                    |
| 1792-1804          | non établi                               | Révolution - Consulat (1792-1804)  |
| 1805-1810          | Guillaume Trepsat                        | Premier Empire (1804-1815)         |
| 1810-1815          | Alexandre Dufour                         |                                    |
| 1815-1830          | Alexandre Dufour                         | Restauration (1815-1830)           |
| 1830-1832          | Alexandre Dufour                         | Monarchie de Juillet (1830-1848)   |
| 1832-1848          | Frédéric Nepveu                          |                                    |
| 1848-1849          | Émile Leblanc                            | Deuxième République (1848-1852)    |
| 1849-1852          | Charles-Auguste Questel                  |                                    |
| 1852-1870          | Charles-Auguste Questel                  | Second Empire (1852-1870)          |
| 1870-1879          | Charles-Auguste Questel                  | Troisième République (1870-1940)   |
| 1879-1881          | Edmond Guillaume                         |                                    |
| 1881-1887          | Alfred Leclerc                           |                                    |
| 1888-1912          | Marcel Lambert                           |                                    |
| 1917-1924          | François-Benjamin Chaussemiche           |                                    |
| 1925-1940          | Patrice Bonnet                           |                                    |
| 1940-1954          | André Japy                               | Quatrième République (1940-/-1958) |
| 1954-1958          | Marc Saltet                              |                                    |
| 1958-1973          | Marc Saltet                              | Cinquième République (1958-/)      |
| 1973-1978          | Jean-Louis Humbaire                      |                                    |
| 1978-1985          | Jean Dumont                              |                                    |
| 1985-1990          | Philippe Bigot                           |                                    |
| 1990-/             | Pierre-André Lablaude (parc et Trianons) |                                    |
| 1990-/             | Frédéric Didier (bâtiments)              |                                    |